# Francisco Mora
Francisco Mora (* 7. Mai 1922 in Uruapan, Michoacán; † 22. Februar 2002 in Cuernavaca) war ein mexikanischer Künstler.

## Leben
1938 erhielt Francisco Mora ein Stipendium für ein Kunststudium an der Kunsthochschule in Morelia und Agrikultur in La Huerta, Morelia. Von 1941 bis 1945 studierte er an der Kunstakademie „La Esmeralda“. Von 1941 bis 1965 gehörte Mora der Taller de Gráfica Popular (Werkstatt der Volksgraphiker, TGP) an. Ab 1949 war er Kunstdozent in verschiedenen Abendschulen und arbeitete als Zeitschriften- und Schulbuchillustrator für das mexikanische Schulministerium. Ein zentrales Thema seines künstlerischen Schaffens ist die Situation der mexikanischen Bergarbeiter (mineros). Mit seiner Frau Elizabeth Catlett bekam er drei Söhne (Francisco * 1947, Juan * 1949 und David * 1951). Im Jahre 1953 wurden in Mexiko-Stadt erstmals Moras Werke in einer Einzelausstellung präsentiert. 1957 erhielt Mora den ersten Preis bei einem Wettbewerb des Instituto Nacional de Bellas Artes, 1971 in Bratislava die Kunstmedaille. 1974 wurden seine Werke im Palacio de Bellas Artes in Mexiko-Stadt ausgestellt.